# Seattle SuperSonics 2005-2006
La stagione 2005-06 dei Seattle SuperSonics fu la 39ª nella NBA per la franchigia.
I Seattle SuperSonics arrivarono terzi nella Northwest Division della Western Conference con un record di 35-47, non qualificandosi per i play-off.

## Roster
| N° | Naz.                           | Ruolo | Sportivo            | Anno | Alt. | Peso |
| -- | ------------------------------ | ----- | ------------------- | ---- | ---- | ---- |
| 4  | Stati Uniti (bandiera)         | A     | Nick Collison       | 1980 | 206  | 116  |
| 5  | Stati Uniti (bandiera)         | G     | Rick Brunson        | 1972 | 193  | 86   |
| 7  | Stati Uniti (bandiera)         | A     | Rashard Lewis       | 1979 | 208  | 98   |
| 8  | Stati Uniti (bandiera)         | G     | Luke Ridnour        | 1981 | 188  | 79   |
| 9  | Ucraina (bandiera)             | C     | Vitalij Potapenko   | 1975 | 208  | 127  |
| 12 | Stati Uniti (bandiera)         | A     | Damien Wilkins      | 1980 | 198  | 102  |
| 16 | Stati Uniti (bandiera)         | A     | Noel Felix          | 1981 | 206  | 102  |
| 21 | Stati Uniti (bandiera)         | A     | Danny Fortson       | 1976 | 201  | 118  |
| 22 | Stati Uniti (bandiera)         | G     | Ronald Murray       | 1979 | 193  | 86   |
| 24 | Stati Uniti (bandiera)         | G     | Mateen Cleaves      | 1977 | 188  | 93   |
| 25 | Stati Uniti (bandiera)         | G     | Earl Watson         | 1979 | 185  | 88   |
| 27 | Francia (bandiera)             | C     | Johan Petro         | 1986 | 213  | 112  |
| 29 | Stati Uniti (bandiera)         | G     | Mike Wilks          | 1979 | 178  | 84   |
| 30 | Stati Uniti (bandiera)         | A     | Reggie Evans        | 1980 | 203  | 111  |
| 31 | Stati Uniti (bandiera)         | C     | Robert Swift        | 1985 | 213  | 111  |
| 33 | Stati Uniti (bandiera)         | C     | Mikki Moore         | 1975 | 211  | 102  |
| 34 | Stati Uniti (bandiera)         | G     | Ray Allen           | 1975 | 196  | 93   |
| 54 | Stati Uniti (bandiera)         | A     | Chris Wilcox        | 1982 | 208  | 100  |
| 77 | Serbia e Montenegro (bandiera) | A     | Vladimir Radmanović | 1980 | 208  | 103  |

## Staff tecnico
- Allenatori: Bob Weiss (13-17) (fino al 3 gennaio)[1], Bob Hill (22-30)
- Vice-allenatori: Gordon Chiesa, Dwight Daub, Ralph Lewis, Walt Rock, Detlef Schrempf (dal 20 gennaio), Jack Sikma